# Andrew Symonds
Andrew Symonds (født 9. juni 1975 i Birmingham, England, død 14. maj 2022) var en australsk cricketspiller. Han blev adopteret fra Caribien af engelske forældre. De flyttede senere til Australien da han var et år gammel, og der begyndte Symonds at spille cricket. Han var en af de mest profilerede spillere på Australiens landhold.